# Fockea multiflora
Fockea multiflora, comúnmente llamado enredadera de pitón, es una especie de liana semisuculenta nativa de África, perteneciente al género Fockea, dentro de la familia Apocynaceae. Se distribuye desde Tanzania hasta el norte de Namibia.

## Descripción

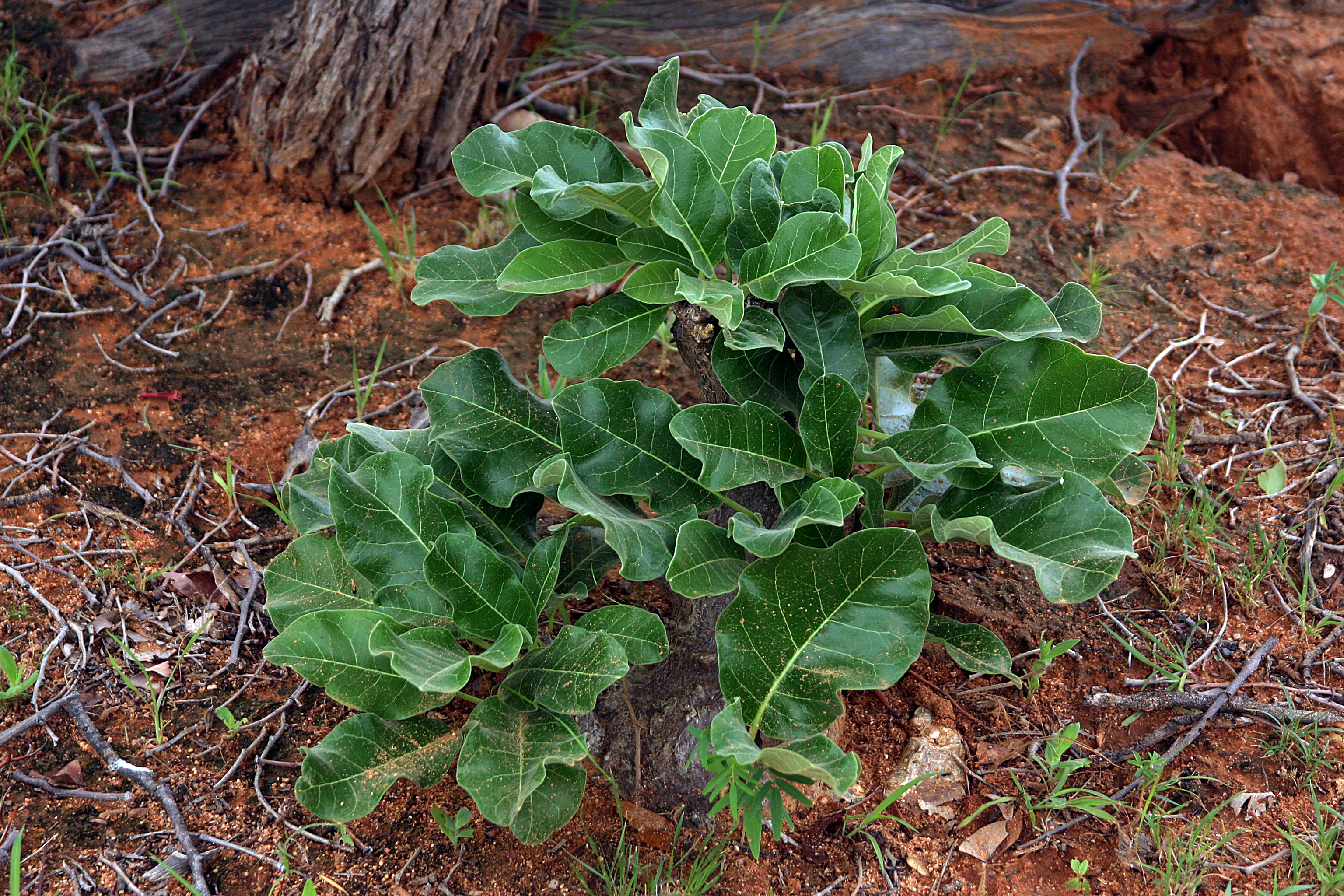
Detalle de las hojas

Fockea multiflora es una planta suculenta grande con una base tuberosa hinchada y ramas que se extienden por el suelo o se enroscan alrededor de cualquier soporte disponible. 
El caudex es gris o marrón, de forma variable y puede alcanzar hasta 60 cm de diámetro. Las ramas pueden crecer hasta 15 m de largo. Las hojas son verdes y elípticas, midiendo hasta 10 cm de largo y 8 cm de ancho.

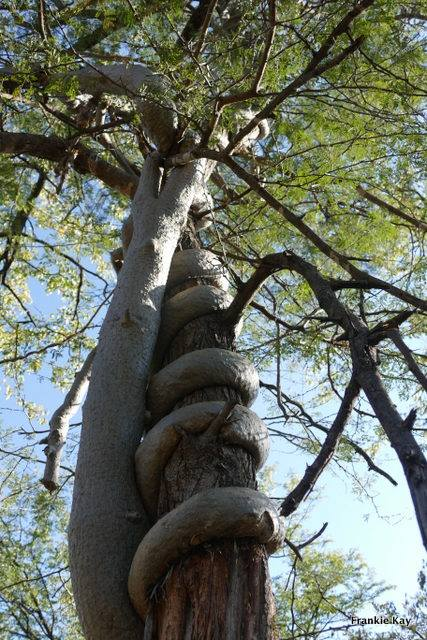
Planta enredada al tronco de un árbol

Las flores bisexuales son quinqueadas, de color verde amarillento y suelen aparecer en verano sobre un pedúnculo con muchas flores. Los frutos son pares, lisos, con forma de cuerno y pueden alcanzar hasta 22,5 cm de largo y 3 cm de diámetro.
Presenta una savia lechosa que se dice que es venenosa. Por ello es conveniente evitar el contacto con la piel o los ojos.

## Distribución y hábitat
El área de distribución nativa de esta especie va desde Tanzania hasta el norte de Namibia y crece principalmente en el bioma tropical estacionalmente seco.

## Taxonomía
Fockea multiflora fue descrita por el botánico alemán Karl Moritz Schumann y publicada por primera vez en la revista científica Botanische Jahrbücher für Systematik, Pflanzengeschichte und Pflanzengeographie 17: 145 en 1893.

Etimología
- Fockea: nombre genérico otorgado en honor al médico y naturalista alemán Gustav Woldemar Focke.
- multiflora: epíteto que deriva de las palabras latinas multi (que significa 'mucho' o 'varios'), y flora (que significa 'flores'), haciendo referencia a que esta planta produce muchas flores.[3]

## Usos
Fockea multiflora se cultiva principalmente como planta ornamental a partir de semillas, ya que la propagación vegetativa o por esquejes es difícil o imposible.
Además la planta se cosecha de forma silvestre por su látex, que se utiliza como adulterante del caucho.